# Let Go (film 2024)
Let Go (Släpp taget) è un film del 2024 scritto, diretto ed interpretato da Josephine Bornebusch.

## Trama
Nel tentativo di tenere unita la famiglia prossima allo sfascio, una madre decide di escogitare un ultimo tentativo: portare tutti a vedere la gara di pole dance della figlia.
Il viaggio servirà a rinsaldare il suo rapporto con l'ex marito, che abbandona una relazione clandestina e i propositi di divorzio, e a rafforzare il legame tra i genitori e i due figli.
I nuovi equilibri non sono destinati a durare, in quanto la donna rivela alla famiglia di essere malata terminale. La ritrovata serenità, tuttavia, le permette di spegnersi sapendo che suo marito saprà prendersi cura dei figli.

## Distribuzione
Il film è stato distribuito sulla piattaforma Netflix dal 1º novembre 2024.